# Chetlat
La isla Chetlat es una pequeña isla perteneciente al archipiélago y Territorio de la Unión de las Laquedivas en el sur del país asiático de la India. Es parte del Subgrupo islas Amindivi. Posee una superficie de 1,14 km² y se localiza en las coordenadas geográficas 11°42′N 72°42′E / 11.700, 72.700